# منابع تجدیدناپذیر

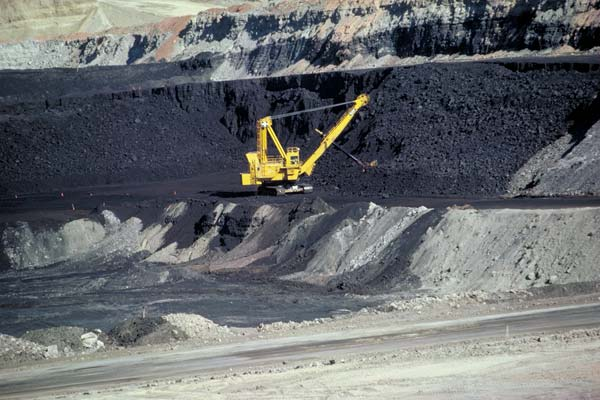
یک معدن زغال سنگ در آمریکا. زغال سنگ در طول میلیون‌ها سال شکل گرفته‌است و در مقیاس عمر انسان یک منبع محدود و تجدیدناپذیر است.

یک منبع تجدیدناپذیر (انگلیسی: Non-renewable resource) منبعی طبیعی است که نمی‌تواند به صورت طبیعی با سرعتی جایگزین شود که با نرخ مصرف آن هماهنگ گردد. کانی‌های زمین و کانسنگ‌های فلزی، سوخت‌های فسیلی (زغال‌سنگ، نفت خام، گاز طبیعی) و آب‌های زیرزمینی در آبخوان‌های مشخص همه این‌ها جزء منابع تجدیدناپذیر قلمداد می‌شوند.
در مقابل منابع تجدیدناپذیر، منابع تجدیدپذیر مانند چوب یا باد قرار دارند که در صورت مصرف به سرعت جایگزین می‌شوند.

## مواد معدنی و سنگ‌های معدن

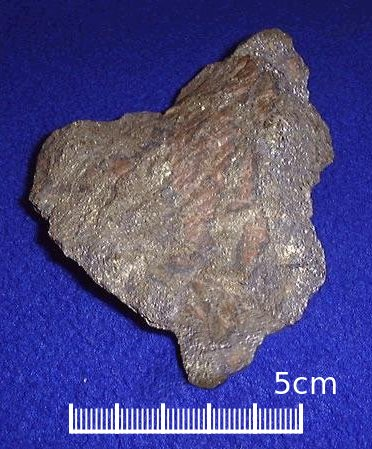
یک سنگ معدن طلای خام که در نهایت ذوب شده و به فلز طلا تبدیل می‌شود.

موادمعدنی زمین و کانسنگ‌ها نمونه‌هایی از منابع تجدیدناپذیر هستند. خود این فلزات به مقدار زیادی در پوسته زمین وجود دارند ولی استخراج آنها توسط انسان فقط در جایی اتفاق می‌افتد که در اثر فرایندهای طبیعی زمین‌شناسی (مانند گرما، فشار، فعالیت‌های آلی، هوا و سایر فرایندها) به قدری متمرکز شوند که از نظر اقتصادی ارزش استخراج داشته باشند. این فرایندها به‌طور کلی از ده‌ها هزار تا میلیون‌ها سال طول می‌کشند، که از طریق تکتونیک صفحه ای، فرونشست تکتونیک و بازیافت پوسته ای اتفاق می‌افتند.
ذخایر متمرکز سنگ‌های معدنی در نزدیکی سطح زمین که می‌تواند به صورت اقتصادی توسط انسان استخراج شود، در بازه‌های زمانی انسانی قابل تجدید نیست. برخی از آنها عناصر و کانی‌های خاک کمیاب در زمین هستند که پیدا کردن آنها در زمین بسیار مشکل‌تر است. تقاضای زیادی برای این مواد و عناصر در صنعت تولید، و به ویژه در صنعت الکترونیک وجود دارد.

## سوخت‌های فسیلی

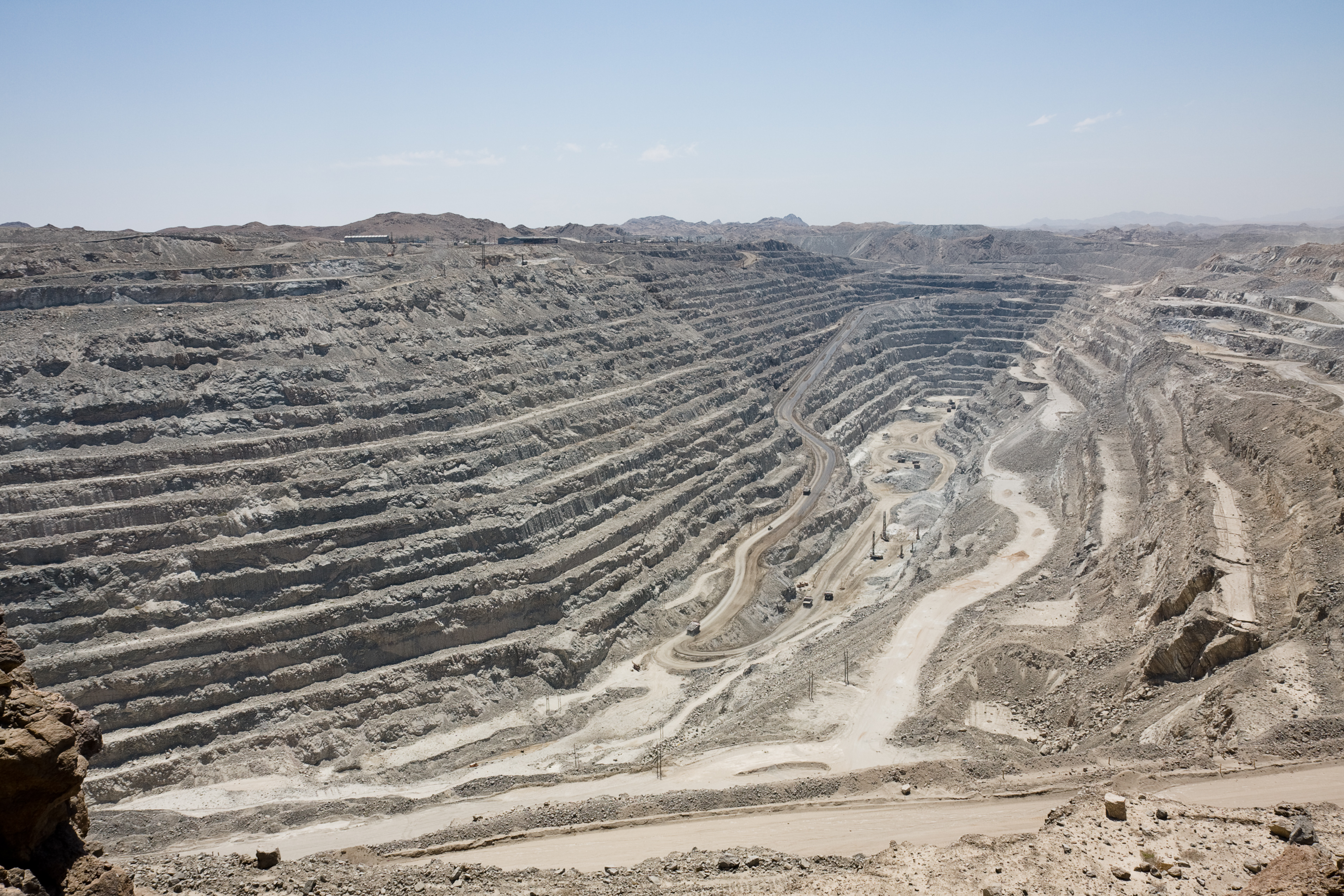
معدن Rössing در نزدیکی Swakopmund

منابع طبیعی مانند ذغال سنگ، نفت خام و گاز طبیعی هزاران سال طول می‌کشد تا به‌طور طبیعی تشکیل شود و نمی‌تواند به همان سرعتی که مصرف می‌شود جایگزین شود. در نهایت زمانی خواهد رسید که استخراج آنها بسیار گران‌قیمت تمام خواهد شد و در نتیجه با منابع انرژی دیگری مانند خورشید یا باد جایگزین خواهد شد.
یک نظریه جایگزین این است که سوخت‌های پایه کربن در مقیاس انسانی نامحدود است، در صورتی که تمام منابع انرژی پایه کربن را در نظر بگیریم، مانند هیدرات‌های متان که در کف دریاها وجود دارد، که بسیار بیشتر از مجموع تمام منابع فسیلی انرژی کربنی است. این منابع کربن نیز تجدیدناپذیر در نظر گرفته می‌شوند، اگرچه میزان تشکیل یا دوباره پر شدن آنها در کف دریا مشخص نیست. با این حال هنوز استخراج آنها با هزینه‌ها و نرخ‌های اقتصادی مناسب تعیین نشده‌است.
در حال حاضر، منبع اصلی انرژی مورد استفاده انسان، سوخت‌های فسیلی تجدیدناپذیر است. از زمان ظهور فناوری‌های موتورهای احتراق داخلی در قرن نوزدهم، نفت و سایر سوخت‌های فسیلی همچنان در تقاضای مداوم باقی مانده‌اند. در نتیجه، زیرساخت‌ها و سیستم‌های حمل و نقل متداول، که بر اساس موتورهای احتراقی هستند، در سرتاسر کره زمین برجسته هستند.
اقتصاد سوخت‌های فسیلی امروزی، به دلیل عدم تجدیدپذیری و همچنین کمک به تغییرات آب و هوایی مورد انتقاد گسترده‌ای قرار دارد.

## سطح زمین
سطح زمین را بسته به دامنه مقایسه می‌توان هم منبع تجدیدپذیر و هم منبع تجدیدناپذیر در نظر گرفت. زمین را می‌توان دوباره استفاده کرد اما نمی‌توان آن را بر اساس تقاضا دوباره تولید کرد، در نتیجه از دیدگاه اقتصادی سطح زمین یک منبع ثابت با عرضه کاملاً غیرالاستیک است.

## مدل‌های اقتصادی
در اقتصاد، یک منبع تجدیدناپذیر به عنوان کالا تعریف می‌شود، جایی که مصرف بیشتر امروز به معنای مصرف کمتر فردا است.